# Glaresis ecostata
Glaresis ecostata es una especie de coleóptero de la familia Glaresidae.

## Distribución geográfica
Habita en California (Estados Unidos).